# とうざわ印刷工芸
とうざわ印刷工芸株式会社（とうざわいんさつこうげい）は、富山県富山市神通本町1丁目8-13に本社を置く、印刷をおもな事業とした企業である。

## 事業所
- 本社
- 婦中工場
- 高岡営業所